# الاماتیکادو
الاماتیکادو (به انگلیسی: Alamathikkadu) یک منطقهٔ مسکونی در هند است که در تامیل نادو واقع شده‌است.

## خصوصیات
الاماتیکادو ۶۵۱ نفر جمعیت دارد.